# 哈蘭
哈蘭（瑞典語：Halland）是位於瑞典西南部，約塔蘭的一個舊省。與西約特蘭、斯莫蘭、斯科訥陸上接壤。